# Ribeirão Preto

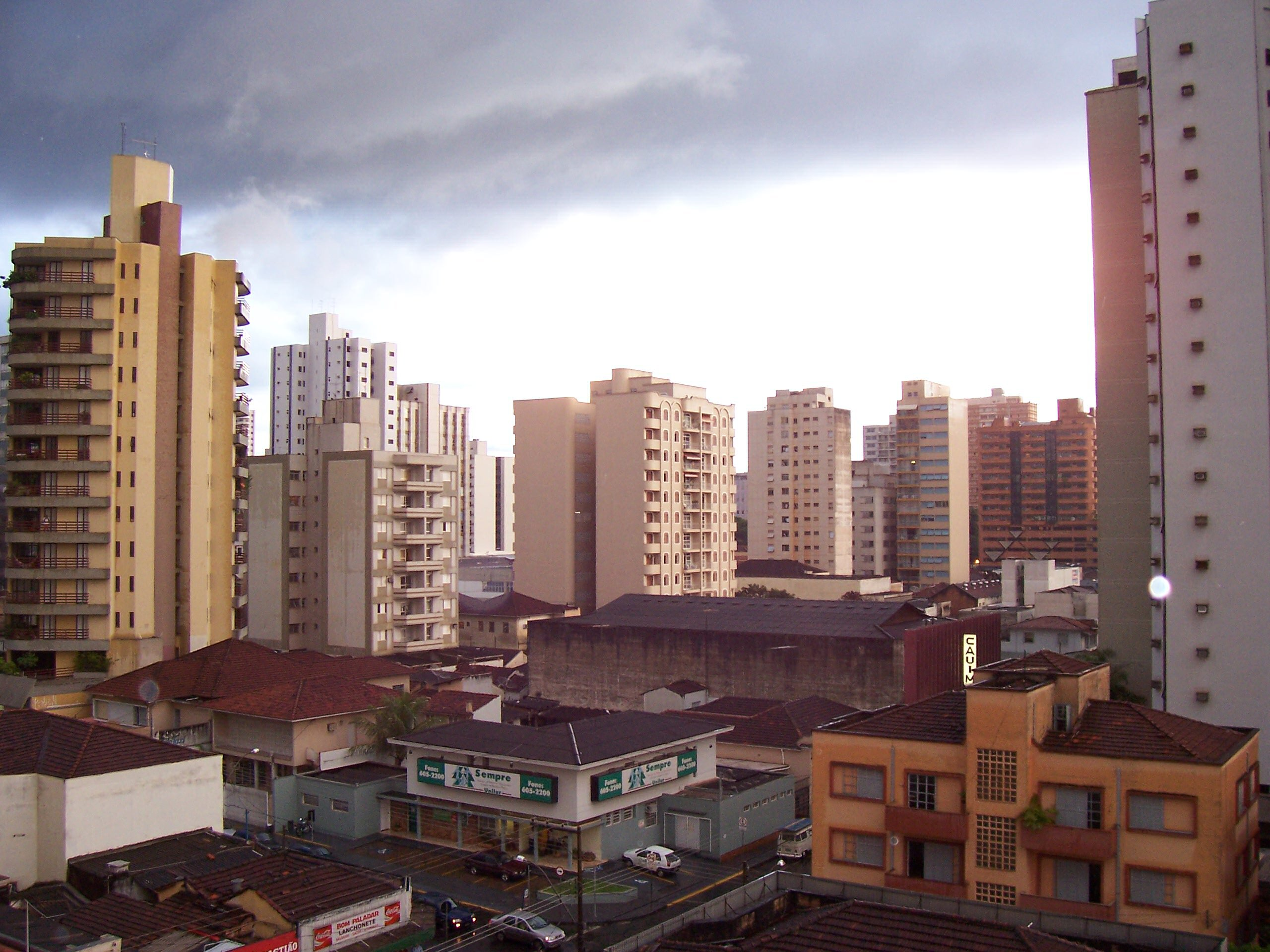
Centre de Ribeirão Preto

Ribeirão Preto és un important municipi brasiler de l'interior de l'Estat de São Paulo, situat a una latitud de 21° 12′ 42″ Sud i una longitud de 47° 48′ 24″ Oest. Es troba a 313 quilòmetres al nord-oest de la capital estadual i a set-cents quilòmetres de Brasília. El seu territori de 652 km² té una població estimada de 560 mil habitants (2005).
Ribeirão Preto és un dels centres més importants urbans de l'interior de l'estat de São Paulo, tenint com a principal activitat econòmica l'extracció de la canya de sucre. Té una seu de la Universitat de São Paulo (USP) i un excel·lent centre mèdic que contribueix amb el 4% de tota la producció científica nacional.
És coneguda com una de les ciutats amb més renda per capita de Sao Paulo i, per tant, gairebé del Brasil, fonamentalment perquè es troba en la meitat del trajecte de Sao Paulo i les immenses hisendes de canya de sucre de Matto Grosso, Matto Grosso del Sud. Per tant, resideixen aquí molts amos d'aquestes hisendes.

## Història
Fundada el dia 19 de juny de 1856 a partir d'explotacions ramaderes, Ribeirão Preto va destacar en el sector del cafè, que es va arruïnar amb una crisi l'any 1929.
Segons els registres, el primer amo de les terres va ser José Mateus dos Reis, qui posseïa la major part de l'Estada das Palmeiras, qui va realitzar una donació de terres per un valor de 40 mil reals, amb la condició que al lloc es construís una capella en honor de "San Sebastià de les Palmeiras".
El 2 de novembre de 1845, al barri de les Palmeiras, va ser col·locada una creu de fusta amb la intenció de marcar el terreny per a la construcció de la futura capella de São Sebastião. Al costat d'aquesta, van sorgir altres donacions, amb la intenció d'ampliar el patrimoni de la capella, les quals van ser fetes per José Alves da Silva, Miguel Bezerra dos Reis, Antônio Bezerra Cavalcanti, Alexandre Antunes Maciel, Mateus José dos Reis, Luís Gonçalves Barbosa i Mariano Pedroso de Almeida, entre d'altres.
A causa del gran empenyorament dels bandeirantes, el lema de la ciutat es va convertir en "Bandeirantvm ager" que significa, del llatí, Era dels bandeirantes.

## Festes
Ciutat eminentment universitària, fa que al contrari que gairebé totes les ciutats brasileres el seu carnaval important no siguin el febrer, sinó el primer cap de setmana abril i és conegut com el "Carnabeirão".

## Turisme
Culturalment parlant, és agradable el seu teatre "Pedro II", el museu del Cafè (a les instal·lacions de la Universitat de Sao Paulo) i els diferents jardins.
Però el més conegut és la seva famosa "Choperia Penguim" (Cerveseria Pingüí), originària de quan existia als afores una fàbrica de cervesa el símbol de la qual és un pingüí. La llegenda diu que la seva aixeta de cervesa estava connectada directament a la fàbrica.
També és ressenyable la seva fira de maquinària agrícola, "Agrishow", el maig.